# Výživné
Výživné (obecně také alimenty) nejčastěji představuje peníze, kterými má rodič povinnost přispívat na potřeby svého dítěte, pokud není schopno samo se živit. Podle českého občanského zákona platí, že mezi rodiči a dětmi je vzájemná vyživovací povinnost, stejně jako mezi ostatními příbuznými i manželi.

## Historie
Již za římského císaře Oktaviána Augusta (vládl od 27 př. n. l. do 14 př. n. l.) za platnosti římského práva měl otec povinnost poskytovat dětem a manželce patřičnou výživu. Přičemž v té době neměla manželka s dětmi plnu právní subjektivitu. Té se těšil pouze otec rodiny, kterému byly matka s dětmi podrobení prakticky jako otroci.
Po vzniku samostatného Československa v roce 1918 vláda přejala všeobecný rakouský zákoník (Allgemeines Bürgerliches Gesetzbuch, ABGB), ve které byla upravena i vzájemná práva rodičů a dětí. Otec se musel starat o výživu potomka, kdežto o jeho zdraví a výchovu matka. Otec musel také dítě vyživovat až do chvíle, než se bude samo schopno živit. V případě otcovy smrti přecházela povinnost výživy na matku, náhradně na prarodiče z otcovy strany, po nich pak na prarodiče ze strany matky. Péčí nevznikl pro rodiče žádný nárok na budoucí majetek jejich potomka. Přesto měli jejich potomci povinnost zabezpečit rodiče v případě, že by se ocitli v hmotné nouzi (srov. § 154 ABGB). Tím byl položen základ pro vyživovací povinnost dětí k rodičům. Tento nárok byl platný pouze tehdy, když rodiče nezanedbali výživu a výchovu dětí. Objevuje se tedy již situace neplnění výživného a postih za něj.
Vývoj prodělal i ve vztahu k nemanželským dětem. Za dob platnosti římského práva neměl zploditel vůči nemanželským dětem žádné povinnosti. Dítě mělo pouze matku a příbuzenské vztahy k její rodině. Za císařství se nejprve zlepšilo postavení dětí narozeným konkubínám. Ty měl otec povinnost vyživovat a mohly být legitimizovány.
Ve středověku měly práva jen nemanželské děti šlechticů. Na ně se nahlíželo jako na selské poddané a měly právo na alimenty od otce a pobývat na jeho statku. Později nemanželským dětem přibylo právo dostávat od matky a jejich rodičů výživné do doby, než budou způsobilé k práci.
Od 16. století získala nárok na výživu od nemanželského otce také matka dítěte. Vymoci si to mohla dokonce žalobou. Území od území se však tato práva mohla dle nařízení různých pánů lišit.
Všeobecný rakouský zákoník (ADGB) ale nemanželským dětem přiznával i určitá práva dětí manželských. Nemanželské děti mohly například žádat po obou rodičích, aby je vyživovali, vychovali a zaopatřili (srov. § 166 ABGB). Nadto musel otec nemanželské matce nahradit útraty za porod a výživu po dobu šesti týdnů, popřípadě další nutné výlohy (srov. § 167 ABGB).
Až v roce 1920 došlo v Ústavní listině ke zrovnoprávnění postavení mužů a žen (nejen v rámci rodinného práva). Rovnost manželů v manželském svazku však přišla až s Ústavou z 9. května 1948. Zákon začal mluvit místo moci otcovské o moci rodičovské, zdůraznil rovnocenné postavení rodičů a přesně stanovil okruh osob, které mají alimentační povinnosti k oprávněným. Ústava také určila, v jakém pořadí by měla být tato povinnost plněna.
Další změny přišly s Ústavou z roku 1960. Podle této ústavy byl přijat a účinnosti nabyl dne 1. dubna 1964 zákon o rodině, č. 94/1963 Sb., který platil s četnými novelami až do 31. prosince 2013. Jeho podstatou bylo nahrazení rodičovské moci institutem práv a povinností rodičů a posílit roli společnosti na výchově dětí. Změnila se v něm vzájemná vzájemnou vyživovací povinnost rodičů a dětí, vyživovací povinnost mezi ostatními příbuznými, vyživovací povinnost mezi manžely, výživné pro rozvedeného manžela, příspěvek na výživu, úhrada některých nákladů neprovdané matce a mnoho dalšího.

## Vyživovací povinnost obecně
Obecně se vychází ze zásady, že vyživovací povinnosti je mezi vzájemně si blízkými osobami plněna dobrovolně. Pouze v případě, že někdo svému strádajícímu příbuznému pomoc odmítne, lze požádat o soudní rozhodnutí. Při stanovení výživného se pak přihlíží jak k odůvodněným potřebám oprávněného (vyživovaného), tak ke schopnostem, možnostem a majetkovým poměrům povinného (toho, kdo má výživné poskytovat). Nelze je však přiznat, pokud by to bylo v rozporu s dobrými mravy. Všechny druhy výživného mají být placeny v pravidelných měsíčních splátkách, které oprávněná osoba obdrží vždy dopředu.
U vyživovací povinnosti platí:
1. Předci a potomci mají vzájemnou vyživovací povinnost.
2. Vyživovací povinnost rodičů vůči dítěti předchází vyživovací povinnosti prarodičů a dalších předků vůči dítěti.
3. Vzdálenější příbuzní mají vyživovací povinnost, jen nemohou-li ji plnit bližší příbuzní.
4. Nejedná-li se o poměr rodičů a dítěte, předchází vyživovací povinnost potomků vyživovací povinnosti předků.

## Vzájemná vyživovací povinnost rodičů a dětí
Rodiče mají vyživovací povinnost vůči jejich dětem. Výživným pro dítě je míněno uspokojování všech životních potřeb pro jeho ucelený a všestranný rozvoj. Zákon nemluví pouze o výživném jako zajištění nákladů na výživu jako takovou, ale také o náklady na celý soubor potřeb. Tím jsou myšleny materiální, kulturní a duševní potřeby. Dítě potřebuje nejen jíst a oblékat se, ale také potřebuje rozvíjet svou osobnost v oblasti vzdělávání, kultury, sportu apod.
Pokud by tuto povinnost některý z rodičů neplnil, rozhodne o ní soud, pokud by šlo o dítě nezletilé, tak i bez návrhu (postačí např. podnět orgánu sociálně-právní ochrany dětí). Nezletilé dítě zastupuje v soudním řízení jeho zákonný zástupce, tedy převážně rodič, do jehož péče bylo svěřeno, nicméně výživné je vždy stanoveno jako právo daného dítěte, neboť jde o zabezpečení jeho výživy. Zletilé dítě si o své výživné musí proti rodiči požádat soud samo. Soud v řízení o stanovení vyživovací povinnosti přihlédne vždy nejen k potřebám dítěte a možnostem rodiče, ale také k tomu, jak jinak o něj rodič pečuje, i jak se stará o případnou společnou domácnost. Zejména pak matky menších dětí mohou část nákladů na výživu dítěte poskytovat též formou osobní péče, naturáliemi či zajištěním obydlí. Občanský zákoník dává rodičům, popř. soudu, několik možností, jak účelně zajistit dítě do budoucna v otázce vymahatelnosti výživného i v otázce zajištění budoucích významných potřeb dítěte. Prvním z těchto nástrojů je možnost určit, že část dávky výživného bude určena k tvorbě úspor (§ 917 OZ), druhou možností je pak tzv. tezaurace výživného (§ 918 OZ). Jestliže dítě uzavře manželství, vznikne vyživovací povinnost mezi manželi, přičemž vyživovací povinnost rodičů k tomuto dítěti zaniká.
Vyživovací povinnost mezi rodiči a dětmi je ale vzájemná, tedy pokud výživu potřebují rodiče, mají ty jejich děti, které jsou schopny se samy živit, povinnost jim slušnou výživu zajistit. Na rozdíl tedy od rodičů, nejsou děti povinny zajistit rodičům výživu odpovídající jejich vlastní životní úrovni, ale pojem „slušná výživa“ může rozsah povinností výrazně zúžit. Je-li takových dětí více, které mají vůči oprávněnému stejné postavení, odpovídá rozsah vyživovací povinnosti každé z nich poměru jejich majetkových poměrů, schopností a možností k majetkovým poměrům, schopnostem a možnostem ostatních.

### Výživné mezi rodiči a dětmi a předky a potomky
Podle zákona mají předci a potomci vzájemnou vyživovací povinnost. Vyživovací povinnost rodičů vůči dítěti předchází vyživovací povinnosti prarodičů a dalších předků vůči dítěti. Nejedná-li se o poměr rodičů a dítěte, předchází vyživovací povinnost potomků vyživovací povinnosti předků.
Pokud osoba výživou povinná při řízení o vyživovací povinnosti neprokáže řádně své příjmy pro zhodnocení majetkových poměrů a neumožní soudu zjistit ani další skutečnosti pro rozhodnutí zpřístupněním údajů, podle § 916 občanského zákoníku platí, že průměrný měsíční příjem této osoby činí pětadvacetinásobek částky životního minima jedince.
Pokud soud rozhoduje o vyživovací povinnosti a zároveň tomu dovolují majetkové poměry osoby s vyživovací povinností, podle zákona § 917 lze za odůvodněné potřeby dítěte považovat i tvorbu úspor a poskytnuté výživné přechází do vlastnictví dítěte.
Pokud probíhá řízení o vyživovací povinnost rodiče k dítěti, soud může podle § 918 občansého zákoníku ve speciálních případech stanovit, aby osoba výživou povinná zaplatila zálohu na výživné splatné v budoucnu. Složená záloha je považována za majetek povinného, poskytnout výživné ale postupně přechází do vlastnictví dítěte.
Občanský zákoník v § 919 stanoví, že pokud rodiče nezletilého dítěte žijí odděleně nebo jeden z nich neplní svou vyživovací povinnost k dítěti, soud postupuje podle zákonů § 915 až 918, stejně tak pokud se rodiče nedohodli na podmínkách péče o dítě a jeho vyživování.

### Průměrná výše výživného
Výpočet výživného je soudem uváděn na základě majetkových poměrů rodičů dítěte a jeho potřeb (viz níže). Český statistický úřad uvádí na základě informací ze soudů následující vývoj v průměrných platbách výživného na nezletilé děti. Průměrná výše výživného se tak pohybuje kolem 2 664 Kč.
| Věk dítěte v letech | Povinnost platit určena | 2014     | 2015     | 2016     | 2017     | 2018     |
| 0 – 5               | matce                   | 1 340 Kč | 1 246 Kč | 1 577 Kč | 1 211 Kč | 1 343 Kč |
| 0 – 5               | otci                    | 2 836 Kč | 2 984 Kč | 2 970 Kč | 3 055 Kč | 3 337 Kč |
| 6 – 10              | matce                   | 1 550 Kč | 1 422 Kč | 1 654 Kč | 1 580 Kč | 1 729 Kč |
| 6 – 10              | otci                    | 3 204 Kč | 3 264 Kč | 3 341 Kč | 3 497 Kč | 3 709 Kč |
| 11 – 14             | matce                   | 1 650 Kč | 1 738 Kč | 1 851 Kč | 1 830 Kč | 2 035 Kč |
| 11 – 14             | otci                    | 3 569 Kč | 3 679 Kč | 3 702 Kč | 3 886 Kč | 4 034 Kč |
| 15 – 18             | matce                   | 1 971 Kč | 2 059 Kč | 2 285 Kč | 2 231 Kč | 2 425 Kč |
| 15 – 18             | otci                    | 3 866 Kč | 4 012 Kč | 4 261 Kč | 4 258 Kč | 4 359 Kč |

### Výpočet výživného pomocí příjmů, výdajů, poměru péče a dalších vyživovacích povinností
Vychází ze současné legislativní úpravy, nejnovější judikatury i aktuálních návrhů na změny stávající úpravy doporučující tabulky pro stanovení výše výživného. Zohledňuje právo na srovnatelnou životní úroveň dítěte a rodičů, náklady na dopravu, podíl na péči rodičů, ale i další vyživovací povinnosti obou rodičů. Tato kalkulačka výživného rozpočítává výživné tak, aby rodičům zbývalo prostředků na jejich díl péče. Tím se v nejlepším zájmu dítěte aktivně podporuje péče či styk obou rodičů. Ten, kdo se nestará, tak platí na výživném více než ten, kdo se pravidelně stará a v době péče či styku vše potřebné za dítě či děti hradí.
Výpočet výživného na dané dítě pracuje s tím, že každý z rodičů platí náklady dítěte či dětí v době své péče tj. v případě rozšířeného styku či střídavé péče včetně dílu školkovného či školného, nákladů na pomůcky do školy, obědy, oblečení, sportovní vybavení apod. Pokud tomu tak není, je třeba krátit část výživného, které rodiči připadá na jeho díl péče.
Životní potřeby každé domácnosti jsou zcela individuální, proto si doporučuji připravit pro relevantnost závěrů, ideálně společně, rodičovský plán a na jeho základě výši výživného, úhrady potřeb dětí, jejich logistiku (do školy, na kroužky), dopravu mezi rodiči a výdaje vycházející z původní společné domácnosti (úvěry, půjčky, hypotéky) zohlednit.
Výživné stanovuje soud pro toho rodiče, kterému nebylo dítě svěřeno do výchovy. Soud také stanovuje výši výživného poté, když zjistí výši příjmů rodičů, kteří jsou povinni soudu své veškeré příjmy prokázat a předložit potřebné doklady pro zhodnocení svých majetkových poměrů.

#### Tabulka k výpočtu výživného u dítěte
Data vychází z materiálů Českého statistického úřadu a dat poskytnutých Ministerstvem práce a sociálních věcí ČR a je založen na tzv. rakouském modelu, kde se výše dávek výživného odvíjí od čistého měsíčního příjmu povinného a věku nezaopatřeného dítěte. Výživné je vytvářeno v rozmezí procent z čistého měsíčního příjmu. Materiál současně dělí nezaopatřené děti do pěti kategorií dle věku a stanoví pro jednotlivé skupiny následující procentní sazby:
| Věk dítěte    | Díl z čistého příjmu připadající na výživné |
| ------------- | ------------------------------------------- |
| 0 – 5 let     | 11 – 15 %                                   |
| 6 – 9 let     | 13 – 17 %                                   |
| 10 – 14 let   | 15 – 19 %                                   |
| 15 – 17 let   | 16 – 22 %                                   |
| 18 a více let | 19 – 25 %                                   |

## Ostatní druhy vyživovací povinnosti

### Vyživovací povinnost mezi předky a potomky
Podle občanského zákoníku mají předci a potomci vzájemnou vyživovací povinnost. Vyživovací povinnost rodičů vůči dítěti předchází vyživovací povinnost prarodičů a dalších předků předků vůči dítěti. Vzdálenější příbuzní mají vyživovací povinnost, pokud ji nemohou plnit bližší příbuzní. Zákon počítá také s tím, že se nejedná pouze o materiální zajištění, také počítá s potřebou kulturní či duševní. To znamená, že např. dítě potřebuje jíst a oblékat se, ale také potřebuje rozvíjet svou osobnost v oblasti vzdělávání, kultury, sportu apod.

### Vyživovací povinnost mezi manželi
Také manželé mají vzájemnou vyživovací povinnost, přičemž je přednostní před vyživovací povinnosti jejich dětí (viz výše) a platí, že hmotná a kulturní úroveň obou má být v zásadě stejná. Při funkčním manželství nebývá s vyživovací povinností problém. Problém nastává v manželství, kde manželé například nežijí spolu apod. Pokud ji jeden z manželů neplní, o jejím rozsahu může na návrh rozhodnout soud.
Pokud spolu manželé žijí a manžel/ka zajišťuje běžný chod domácnosti, měl by mít každý z manželů po sečtení příjmů obou a po odpočtu výdajů stejnou částku pro svou potřebu.
I když se jedná o vyživovací povinnost mezi manžely, může nastat situace, kdy i po rozvodu tato povinnost nadále trvá. Rozvedený manžel nebo manželka, pokud není schopný se sám/sama živit, může žádat výživné od bývalého manžela/manželky. Tato neschopnost živit se sám, musí však pramenit z rozváděného manželství.
Výživné má šanci získat např.:
- matka, která celý den pečuje o dvě a více dětí,
- žena, která po dobu manželství pouze pečovala o rodinu v domácnosti a která má nyní malou šanci na uplatnění na pracovním trhu,
- invalidní muž, který byl v manželství odkázán výhradně na svou ženu, a to jak po pečovatelské, tak i po finanční stránce.

Výše výživného se ale již neodvíjí od požadavku na stejnou životní úroveň, ale od požadavků na zajištění existenčních potřeb vyživovaného manžela/manželky a možností vyživujícího manžela/manželky. Soud také přihlíží k věku postiženého a zdravotnímu stavu obou exmanželů.
Pokud ale rozvedený manžel, který má platit výživné, zavinil rozpad manželství, může mu být vyměřeno na dobu 3 let (od rozvodu) výživné tak, aby životní úroveň obou rozvedených manželů byla stejná. Právo na výživné zaniká uzavřením nového manželství nebo smrtí, případně poskytnutím jednorázového výživného na základě písemné smlouvy.
Soud může povinnost platit výživné přiznat i na omezenou dobu, např. než půjdou děti do školy.
I na tyto důsledky mohou snoubenci myslet již v předmanželské smlouvě a předem si sjednat podmínky vyživovací pomoci po případném rozvodu.

### Příspěvek na výživu a úhradu některých nákladů neprovdané matce
Specifickou formou výživného je podle § 920 občanského zákoníku povinnost otce, za kterého ale není matka nově narozeného dítěte provdána, jí přesto finančně přispět. Může se to také týkat těhotné ženy. Cílem je pomoci kompenzovat těhotným ženám či matkám vlastní zisky v důsledku těhotenství nebo mateřství a současně zvýšení finančních nákladů, které s těhotenstvím a mateřstvím souvisejí. Zákon však negarantuje těhotným ženám nebo matkám stejná majetková práva jako ženám provdaným, které mají v zásadě stejnou životní úroveň jako jejich manžel. Není-li matka dítěte provdána za otce dítěte, poskytne ji otec dítěte výživu po dobu dvou let od narození dítěte a přispěje jí také jednorázově v přiměřeném rozsahu na úhradu nákladů spojených s těhotenstvím a porodem. Povinnost k úhradě nákladů spojených s těhotenstvím a porodem vzniká muži, který je pravděpodobným otcem dítěte, a to i pokud se dítě nenarodí živé. Žena může dát také návrh k soudu, aby muž, který je pravděpodobným otcem, poskytl částku potřebnou na výživu a příspěvek na úhradu nákladů spojených s těhotenstvím a mateřstvím předem.

### Vyživovací povinnost v případě osobního bankrotu
Protože je výživné pohledávka ze zákona, je nutné jej hradit i v případě probíhajícího oddlužení. Výživné se bere jako přednostní nárok, a proto jej dlužník musí platit v celé své výši. Výživné se odečítá z částky, kterou dlužník má splácet svým věřitelům. To stejné platí také o dlužném výživném, které je nutné platit v plném rozsahu.

## Zanedbání povinné výživy
Osoba, která svou povinnost výživy i z nedbalosti řádně neplní, by si měla uvědomit, že se dopouští trestného činu zanedbání povinné výživy. Za to může být potrestána odnětím svobody až na jeden rok a v případě úmyslu až na dva roky. Kdyby tímto jednáním oprávněnou osobu vydala do nebezpečí nouze, mohlo by ji to stát až tři roky svobody. Lze zde využít ustanovení o účinné lítosti. Ta se projeví tak, že pachatel svoji povinnosti dodatečně splní dříve, než soud prvého stupně počne vyhlašovat rozsudek, pokud trestný čin neměl trvale nepříznivé následky. Trestnost zanedbání povinné výživy tak zanikne.

### Neplacení výživného v ČR
V roce 2018 žilo více než 400 000 dětí v neúplných rodinách. Pokud osoba, které je soudem stanovené, že má platit výživné tak nečiní, dopouští se zanedbání povinné výživy. Toto zanedbání zle posoudit, pokud tuto povinnost neplní déle jak čtyři měsíce. Když osoba povinná neplatí výživné, může osoba oprávněná požadovat také zaplacení úroku z prodlení. Také může být tato osoba potrestána odnětím svobody. Délka odnětí svobody se odvozuje podle toho, zda osoba neplní povinnost z nedbalosti u také osoby se může jednat až o rok odnětí svobody. Osoba, která se vyhýbá plnění déle než čtyři měsíce, může být potrestána až na dva roky. Pokud pachatel vystaví oprávněnou osobu nebezpečí nouze, může mu být stanoveno odnětí svobody na dobu šesti měsíců až tří let. O trestech rozhoduje soud na návrh oprávněné osoby. Neplacení alimentů je 2. nejčastější trestný čin v České republice. Podle statistik Policie České republiky bylo v roce 2015 zjištěno 12 089 případů.
Problémem je především rozdrobenost agendy výživného mezi politiku sociální, občanskoprávní a vnitrostátní v případě zapojení policie při trestání viníků.
Pokud osoba, která má podle rozsudku soudu platit výživné a nečiní tak, může oprávněná osoba podat návrh na soud o vymáhání výživného soudem.

### Asistované vymáhání výživného
Kvůli nízké vymahatelnosti funguje v mnoha evropských sociálně vyspělých státech asistované vymáhání výživného. Na severu Evropy jsou jejich garantem nejčastěji státní úřady (ve Švédsku např. vládní Socialdepartementet), na západě pak nejčastěji neziskové organizace. Cíle programů jsou vždy stejné – zajistit rodičům rychlé vymožení dlužné částky pro jejich děti tak, aby se rodina nedostala do finančních problémů, zdarma, bez zbytečné byrokratické zátěže a stresu.
V České republice se asistovaným vymáháním výživného od roku 2016 zabývá například nezisková organizace Asociace neúplných rodin prostřednictvím projektu VašeVýživné.cz nebo Klub svobodných matek a podobně.

### Náhradní výživné
V Česku byla od roku 2021 zavedena sociální dávka náhradní výživné (zákon č. 588/2020 Sb.). Poskytuje se v případě, že fyzická osoba, která má k nezaopatřenému dítěti vyživovací povinnost, tuto svou povinnost neplní. Maximální výše dávky činí 3 000 Kč měsíčně.

#### Výpočet náhradního výživného
Náhradní výživné se vypočítává zpětně z předchozích 4 měsíců a měsíčně činí průměr z částky, která nebyla za uvedené 4 měsíce od povinného zaplacena (maximálně 3 000 Kč rozdílu za měsíc).
Podmínky pro dávku:
- Výživné musí být skutečně soudně uznané, nemůže jít o pouhou dohodu mezi rodiči
- Na dlužné pojistné zároveň musí být podán návrh na výkon soudního rozhodnutí nebo exekuce

Dávka je vyplácena následující 4 měsíce, poté je třeba znovu doložit soudem uznané a skutečně obdržené výživné.

## Výživné v rámci EU
Výživné v rámci EU je upraveno nařízením Rady č. 4/2009 o příslušnosti, rozhodném právu, uznávání a výkonu rozhodnutí a spolupráci ve věcech vyživovací povinnosti. Jde o jednou z nejvýznamnějších norem unijního práva upravující otázku mezinárodní příslušnosti a uznávání cizích soudních rozhodnutí vydaných na území členských států EU. Hlavním účelem je, aby oprávněný z výživného měl možnost snadno dosáhnout v jednom členském státě rozhodnutí, které bude automaticky vykonavatelné v jiném členském státě bez dalších formalit.
V České republice také existuje např. Úřad pro mezinárodněprávní ochranu dětí (UMPOD). Úřad pomáhá s vymáháním přeshraničního výživného a soudy na něj také odkazují oprávněné osoby se žádostmi o informace o podmínkách podání návrhu na vymáhání výživného v cizině. Činnost tohoto orgánu je rozdělena na obecnou a zvláštní. Obecnou činností se rozumí, že orgány mají spolu navzájem spolupracovat a docílit toho nařízení, dále si mají vyměňovat informace a podporovat spolupráci mezi příslušnými orgány svých členských států. Také mají usilovat o vyřešení obtíží, které mohou při aplikaci nařízení o výživném vzniknout. Činnost zvláštní představuje pomoc při podávání návrhu. Návrh je možné podat oprávněným i povinným u ústředního orgánu státu, v němž má navrhovatel místo svého pobytu.